# Ameliella
Ameliella — рід грибів родини Lecanoraceae. Назва вперше опублікована 2008 року.

## Класифікація
До роду Ameliella відносять 2 види:
- Ameliella andreaeicola
- Ameliella grisea